# Microsoft SharePoint
Microsoft SharePoint (anteriormente, Microsoft Office Groove), también conocido como Microsoft SharePoint Products and Technologies, es una plataforma de colaboración empresarial, formada por productos y elementos de software que incluye, entre una selección cada vez mayor de componentes, funciones de colaboración, basado en el navegador web, módulos de administración de procesos, módulos de búsqueda y una plataforma de administración de documentos (gestión documental).
SharePoint puede utilizarse para sitios de webhost que acceda a espacios de trabajo compartidos, almacenes de información y documentos, así como para alojar aplicaciones definidas como los wikis y blogs. Todos los usuarios pueden manipular los controles propietarios, llamados "web parts", o interactuar con piezas de contenido, como listas y bibliotecas de documentos.

## Información general de sharepoint
Colectivamente, el término "SharePoint" puede hacer referencia a una serie de productos que van desde la plataforma base a diversos servicios. La plataforma es Windows SharePoint Services (WSS), que se incluye con Windows Server y está disponible como descarga web gratuita para quienes tienen licencias de Windows Server. En consecuencia, servicios tales como Microsoft Office SharePoint Server (MOSS) proporcionan funcionalidad y características adicionales que tienen licencia.

La versión lanzada a mediados del 2009 sustituye al Windows SharePoint Services (WSS) por el nombre Sharepoint Foundation. Por su parte, la versión Server cambia simplemente su denominación MOSS por SharePoint Server 2010.
Microsoft, como parte de la familia de productos y tecnologías de SharePoint, identifica los siguientes:
- Windows SharePoint Services 3.0 (WSS)
- Search Server 2008 Express
- Search Server 2008
- Forms Server 2007
- Microsoft Office SharePoint Server 2007 MOSS Standard
- Microsoft Office SharePoint Server 2007 MOSS Enterprise
- Microsoft Office Groove Server 2007
- Microsoft Office Project Server 2007
- no

## Integración con herramientas para desarrolladores
Para el desarrollo de sus flujos de trabajo, páginas web y desarrollo a medida, se cuenta con las siguientes herramientas:
- Microsoft SharePoint Designer
- Microsoft Visual Studio